# Wise Care 365
Wise Care 365, développé par WiseCleaner.com, est un programme utilitaire gratuit utilisé pour gérer, maintenir, optimiser, configurer et dépanner un ordinateur piloté par Windows. Il nettoie les entrées invalides du registre Windows et les fichiers inutiles. Il défragmente et optimise le registre et les disques d'un ordinateur.

## Fonctions
- Nettoie, défragmente et optimise le Registre Windows
- Libère de l'espace sur les disques durs.
- Protège la vie privée en effaçant les traces personnelles.
- Empêche l'utilisation non autorisée d'applications personnelles.
- Permet d'automatiser l'optimisation d'un PC par des options comme "Optimisation en 1 clic".

## Accueil de la critique
Wise Care 365 Free est inclus dans CHIP.de et y a reçu 5 étoiles. 